# Second Flight
Second Flight è un singolo split di Kotoko, Hiromi Satō e Mami Kawada pubblicato il 24 luglio 2003 dall'etichetta discografica Lantis.

## Il disco
Questo singolo contiene le sigle di apertura e di chiusura della serie TV anime Onegai Twins. Second Flight di Kotoko e Hiromi Satō è la sigla di apertura mentre Asu e no Namida di Mami Kawada è quella di chiusura.

## Tracce
1. Kotoko & Hiromi Satō – Second Flight – 5:42 (testo: Kotoko – musica: Kazuya Takase)
2. Mami Kawada – Asu e no Namida – 6:28 (testo: Kotoko – musica: Tomoyuki Nakazawa)
3. Second Flight (Off Vocal) – 5:42 (musica: Kazuya Takase)
4. Asu e no Namida (Off Vocal) – 6:25 (musica: Tomoyuki Nakazawa)